# Nobuhiro Maeda
Nobuhiro Maeda (jap. 前田 信弘 Maeda Nobuhiro; ur. 3 czerwca 1973) – japoński piłkarz występujący na pozycji bramkarza.

## Kariera klubowa
Od 1996 do 2004 roku występował w klubach Verdy Kawasaki, Vissel Kobe, Shimizu S-Pulse, Albirex Niigata i Albirex Niigata Singapore.